# Художня галерея Крайстчерча
Художня галерея Крайстчерча (англ. Christchurch Art Gallery Te Puna o Waiwhetu) — муніципальна художня галерея, розташована в Крайстчерчі, Нова Зеландія. Управління та фінансування галереї здійснюється міською Радою Крайстчерча. У галереї зберігається велике зібрання творів мистецтва, у тому числі роботи новозеландських авторів, проводяться міжнародні виставки. Галерея була відкрита 10 травня 2003 року і успадкувала колекцію колишньої міської художньої галереї Роберта Макдугалл (англ. Robert McDougall Art Gallery), яка працювала з 16 червня 1932 року по 16 червня 2002 року.

## Історія

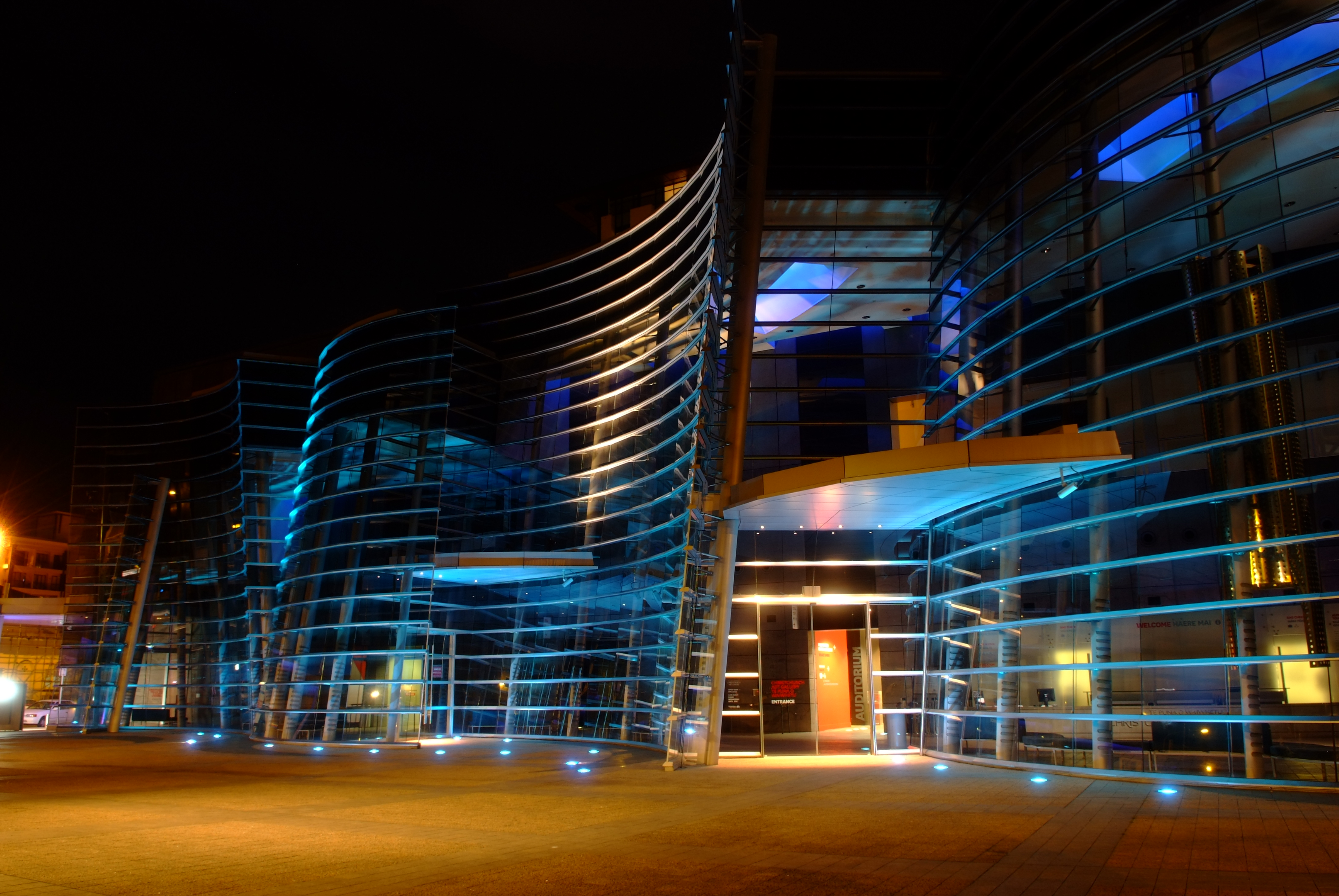
Фасад галереї на Монреаль-стріт.

Частина офіційного найменування галереї на мові маорі може бути витлумачена наступним чином: Te Puna — «во славу waipuna», артезіанського джерела під галереєю; Waiwhetu — відноситься до одного з приток річки Ейвон в безпосередній близькості від галереї. Waiwhetu можна перевести також як «вода, у якій відображаються зірки».
Перша громадська художня галерея була відкрита в Крайстчерчі в 1932 році й отримала назву «Художня галерея Роберта Макдугалла». Будівля цієї галереї, що знаходиться в ботанічному саду, вартістю 26 000 фунтів стерлінгів, була подарована місту директором компанії Aulsebrook and Co., Робертом Е. МакДугалл (англ. Robert E. McDougall). Колекція галереї була утворена з фондів Кентерберійського товариства колекціонерів британського та європейського живопису й колекції Джеймса Джемісона (англ. James Jamieson), і налічувала 160 картин і скульптур.
У перші роки акцент у галереї був зроблений на експозиції цієї скромної колекції, яка поступово розширювалася за рахунок дарів, заповіданих і викуплених творів мистецтва. До 1949 року в галереї пройшло всього кілька тимчасових виставок. Потім почесним куратором галереї був призначений У. С. Бейверсток (англ. W. S. Baverstock) і в галереї почала проводитися програма різноманітних шоу та заходів. З 1950-х років важливою частиною цієї програми стає проведення міжнародних виставок. У 1969 році, після призначення директором галереї Брайана Мьюра (англ. Brian Muir), на постійній основі стала діяти велика виставкова програма за участю новозеландських художників і почала розвиватися програма національних виїзних виставкових турів
Протягом 12 років, з 1988 по 2000 роки, художня галерея Макдугалл проводила виставку сучасного мистецтва, «Contemporary Art Annex», яка розміщувалася в бібліотеці Кентерберійського коледжу, що стала частиною Кентерберійського університету (у даний час це Центр мистецтв). Створена під керівництвом одного з колишніх директорів художньої галереї Джона Колі (англ. John Coley), ця експозиція призначалася для демонстрації робіт сучасних художників, особливо вихідців з Кентербері. Станом на кінець листопада 2013 року виставкою сучасного мистецтва завідувала галерея школи витончених мистецтв Кентерберійського університету (англ. The University of Canterbury School of Fine Arts Gallery), скорочено SOFA.
Художня галерея Роберта Макдугалл була закрита для відвідування 16 червня 2002 року, а 10 травня 2003 року було відкрито нову художню галерея Крайстчерча.

## Бібліотека й архіви
Існує великий набір матеріалів, що дозволяють детальніше ознайомитися з творами мистецтва, що знаходяться в колекції галереї. Основна частина цих матеріалів знаходиться в бібліотеці Роберта і Барбари Стюарт (англ. The Robert and Barbara Stewart Library). Багато матеріалів зберігаються в електронному вигляді. Колекція книг складається з близько 10 000 примірників, у яких особлива увага приділяється британському мистецтву, гравюрам і естампам, а також сучасному мистецтву Нової Зеландії. Крім того, інформація міститься в 1200 досьє на художників, у яких містяться газетні вирізки, листування, запрошення на виставки і фотографії.
Велика кількість інформації представлено на вебсайті галереї, у тому числі Бюлетень (англ. Bulletin), його попередник Огляд (англ. Survey), каталоги Кентерберійського спілки художників, журнали і все каталоги The Group. Усі публікації художньої галереї Роберта Макдугалл також доступні в режимі онлайн.
Ознайомитися з бібліотечним каталогом галереї можна за допомогою пошуку в каталозі міських бібліотек.

## Будівля

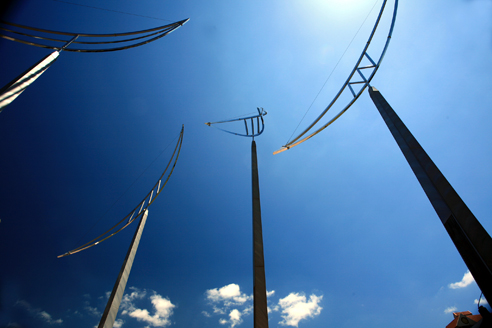
Інсталяція «Причини для подорожей» (англ. Reasons for voyaging) перед галереєю.

Приміщення художньої галереї Крайстчерча, розташоване в міському центрі, стало однією з визначних пам'яток міста. Будівля зі скла і металу повторює своїми формами вигини річки Ейвон, неподалік від якої вона розташована. У будівлі галереї розміщені дев'ять виставкових зон, тематична бібліотека, багатоцільова аудиторія, навчальні класи, підземний паркінг, ресторан, кілька торгових точок підприємств роздрібної торгівлі та місткі сховища для творів мистецтва.
Виставкові приміщення розташовані у двох рівнях, які з'єднані мармуровими сходами, розташованої у фоє галереї. У самому фоє переважає великомасштабне остеклення до стелі. Перед будівлею галереї розміщена велика інсталяція — «Причини для подорожей» (англ. Reasons for Voyaging) за авторством творчого об'єднання скульптора Грема Беннетта (англ. Graham Bennett) і архітектора Девіда Коула (англ. David Cole). Також тут висаджені дерева і розташована зона відпочинку.

### Історія будівлі
Міська колекція творів мистецтва спочатку розташовувалася в художній галереї Роберта Макдугалл (англ. Robert McDougall Art Gallery) у ботанічному саду Крайстчерча. Однак з часом галерея Макдугалла ставала все більш невідповідною для зберігання й експозиції наявної колекції. У 1996 році між вулицями Монреаль-стріт і Вустер-бульвар була викуплена ділянка під будівництво нового будинку.
У 1998 році був оголошений конкурс на кращий проект нової художньої галереї. Такий конкурс проводився вперше за 50 років, що минули з моменту будівництва в Новій Зеландії спеціально спроектованого художнього музею. Вимоги до проекту були найскладнішими: учасники повинні були бути архітекторами, зареєстрованими в Новій Зеландії, а нова будівля повинна була забезпечувати необхідну функціональність при заданому бюджеті. Рішення про вибір проекту, що характеризується захоплюючим скляним фасадом, було одноголосним. Цей проект був представлений компанією Buchan Group.
Австралійська компанія Buchan Group зі штаб-квартирою в Мельбурні, володіла на той момент великої архітектурної практикою. Компанія брала участь у деяких значущих проектах 1990-х років, у тому числі в будівництві комплексу Саутгейт (англ. Southgate) у Мельбурні, реконструкції історичної будівлі центрального поштамту Сіднея й у створенні генерального плану центру мистецтв Вікторія (англ. Victoria Arts Centre), Мельбурн.
Незважаючи на те, що під час архітектурного конкурсу були висловлені сумніви щодо появи сучасної будівлі в районі з переважаючою архітектурою вікторіанської готики, галерея стала одним з найвпізнаваніших будівель в Крайстчерчі.

### Землетруси
Будівля галереї використовувалося як штабу цивільної оборони під час землетрусів 2010 і 2011 років.
У 2011 році будівля витримала всі підземні поштовхи і залишалася досить безпечною для того, щоб у ній можна було продовжувати працювати. Після того, як було оголошено надзвичайний стан, з лютого 2011 року по серпень 2011 тут крім штабу ГО розміщувалися сотні робітників від міської Ради Крайстчерча і Комісії з відновлення після землетрусів, CERA.
Додатковою проблемою стала потенційна загроза творів мистецтва, що виникла під час знесення прилеглих до галереї будівель. У вересні 2011 року службовці галереї вжили заходів по переміщенню всієї колекції з більш ніж 6400 творів мистецтва в більш безпечні місця в будівлі. Потім всі люди були евакуйовані, а будівля галереї була закрита для відвідувачів. Вона все ж отримала деякі пошкодження після землетрусу, на усунення яких потребується. Так як художня галерея Крайстчерча — це досить великий будинок, то має бути комплексна робота по ремонту будівлі, яка запланована до відкриття в 2015 році.
Тим не менш, не дивлячись на те, що за станом на кінець листопада 2013 року основна будівля галереї була закрита на реконструкцію, галерея продовжувала працювати й проводила виставки робіт в різних частинах міста під егідою програми Outer Spaces.